# 罗马，不设防的城市
《罗马，不设防的城市》（義大利語：Roma città aperta；又译为《罗马不设防》）是意大利導演羅伯托·羅塞里尼於1945年執導的一部意大利電影，描寫羅馬於1944年在纳粹德国統治下的情況，一般被認為是意大利新现实主义的第一部作品。

## 劇情簡介

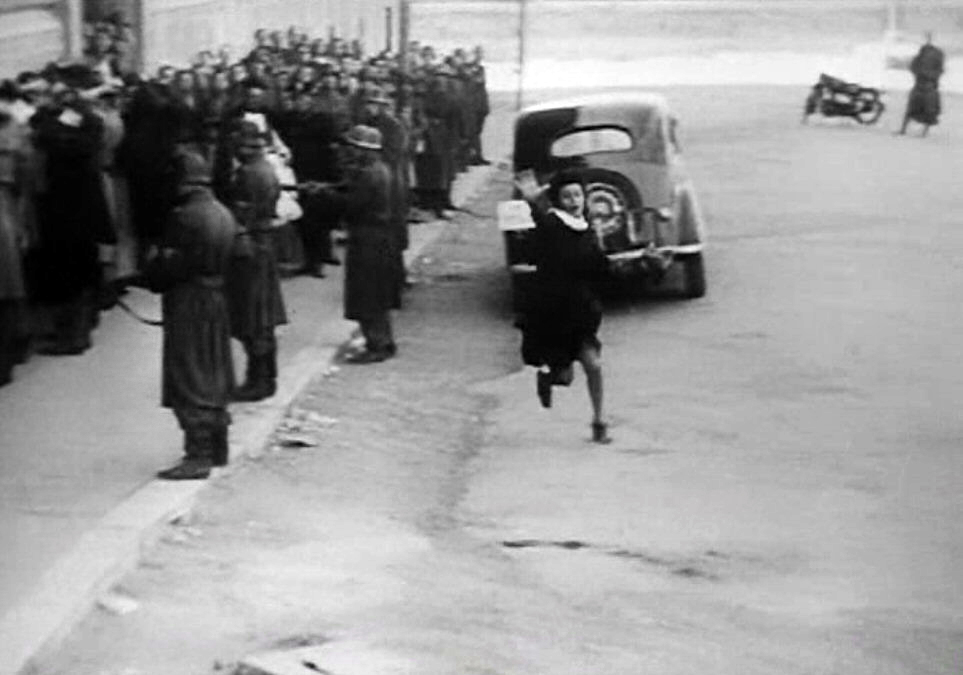
影片著名場景。安娜·马尼亚尼飾碧娜

1944年，羅馬，被納粹侵占下傷痕累累的大街。德軍肆無忌憚的搜捕著保衛家園的游擊隊，意大利地下反抗組織領袖、工程師喬治·曼菲蒂（馬塞羅·巴格利埃羅 Marcello Pagliero 飾）遭到德軍追緝。危急中，曼菲蒂逃往朋友弗朗西斯科家中暫避，在弗朗西斯科的未婚妻碧娜（安娜·马尼亚尼 飾）的幫助下，曼菲蒂見到了唐·彼得羅神父（阿爾多·伯立茲Aldo Fabrizi 飾），並請神父將一筆巨款交給游擊隊。弗蘭西斯科為了掩護曼菲蒂而被捕，碧娜也中彈身亡。然而絕處逢生的曼菲蒂被女友告密，曼菲蒂和神父被捕入獄。納粹故意在神父面前嚴刑拷打曼菲蒂，兩人最終在敵人的酷刑和槍彈下英勇犧牲。

## 外部連結
- 互联网电影数据库（IMDb）上《罗马，不设防的城市》的资料（英文）